# فرانكافيلا دي سيشيليا
فرانكافيلا دي سيشيليا (بالإيطالية: Francavilla di Sicilia)‏ هي بلدية في مقاطعة ميسينا في صقلية الإيطالية.

## السكان
في سنة 1861 بلغ عدد السكان 3٬925 نسمة، وتطور العدد ليصل في سنة 2011 لـ 3٬901 نسمة.
يظهر هذا المخطط البياني تطور النمو السكاني لـ فرانكافيلا دي سيشيليا